# Leo Lens

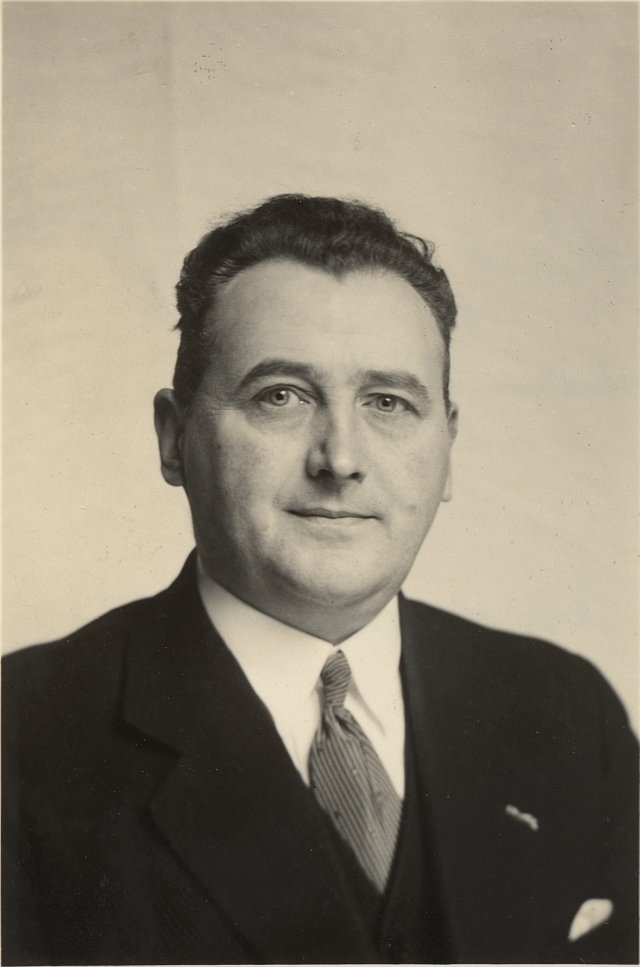
Leo Lens

Leo Lens (pseudoniem voor Gerard van Oel, Aarlanderveen, 9 april 1893 - Delft, 23 maart 1942) was een Nederlands dichter. Hij schreef ook wel onder het pseudoniem Petrus Prikkel. In het dagelijks leven was hij drukker, met een eigen drukkerij, 'De Twee Viertjes' genaamd, aan de Koornmarkt 44 te Delft.

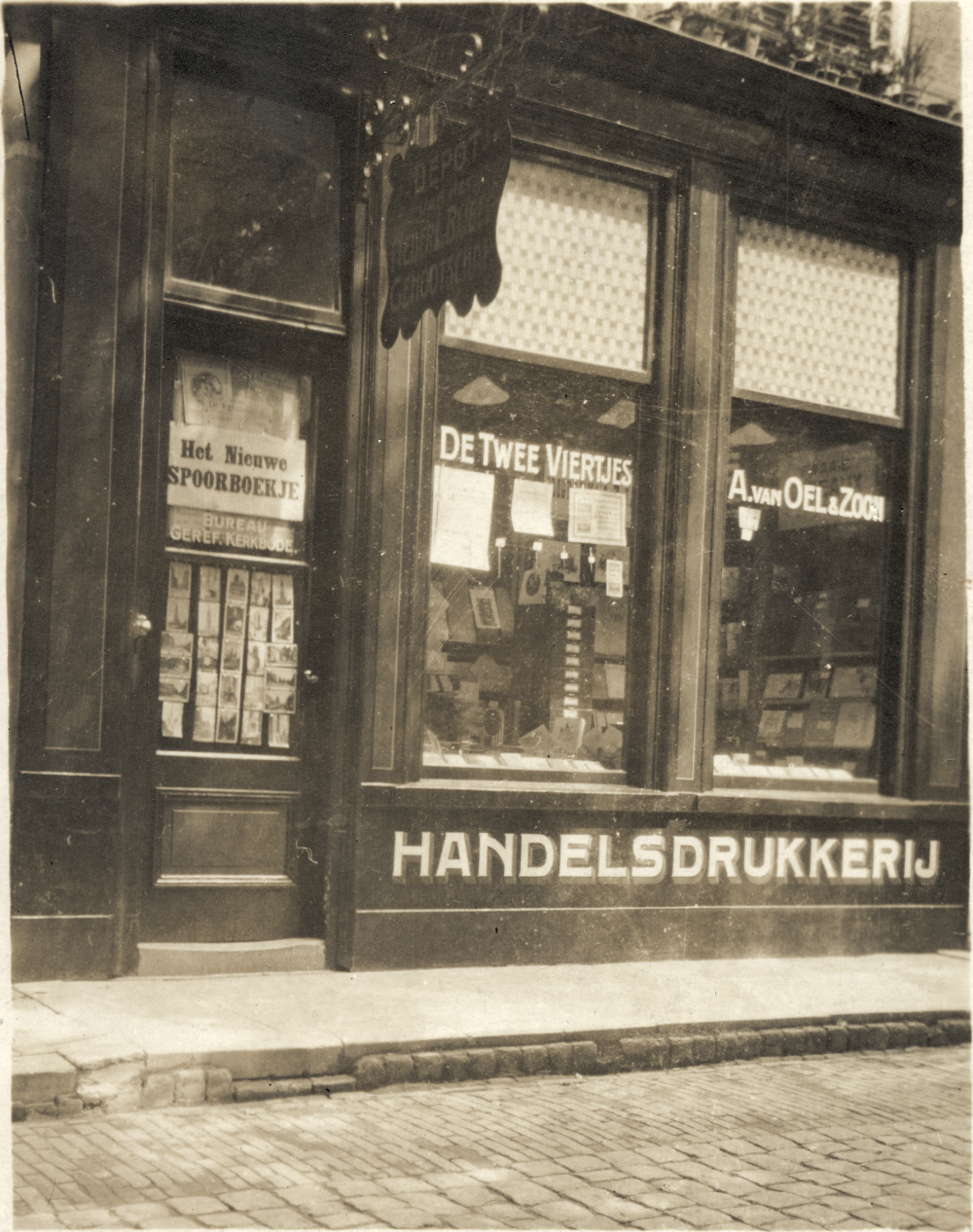
Drukkerij De twee viertjes

Sinds 1931 publiceerde Lens gedichten in het christelijke dagblad De Rotterdammer, onder het kopje 'Roffelrijmen'. Ook publiceerde hij in Nederland Waakzaam en schreef hij reclameverzen. Een aantal van zijn 'roffels' zijn gebundeld in Revèlje en Bonte parade. Greep gevarieerde Roffels geknipt om voor te dragen.. Enkele bundels zijn postuum uitgebracht.